# Sunday Mba
Sunday Mba (Aba, 28 de novembro de 1988) é um futebolista profissional nigeriano que atua como meia.

## Carreira
Sunday Mba representou o elenco da Seleção Nigeriana de Futebol no Campeonato Africano das Nações de 2013.

## Títulos
Nigéria
- Campeonato Africano das Nações: 2013